# Carlos Akapo
Carlos Akapo Martínez (Elche, Alicante, Comunidad Valenciana, 12 de marzo de 1993) es un futbolista hispano-ecuatoguineano que juega como defensa para el Amazonas F. C. del Campeonato Brasileño de Serie B y para la selección de Guinea Ecuatorial.

## Primeros años
Nació en Elche, Alicante, de padre ecuatoguineano y madre española. Tiene la doble nacionalidad ecuatoguineana y española.

## Trayectoria
Se trata de un defensa central que pasó por las categorías inferiores del Hércules C. F. y el Elche C. F. En sus últimos tiempos con el Huracán Valencia, fue movido al lateral derecho. En 2016 fichó por la Sociedad Deportiva Huesca donde jugó durante tres temporadas. El 20 de junio de 2019 se oficializó su fichaje por el Cádiz C. F. Firmó un contrato de tres temporadas.
En junio de 2022 quedó libre al expirar su contrato y en agosto se despidió del club y la afición tras no llegar a un acuerdo para renovar. Entonces se marchó a los Estados Unidos para jugar en la Major League Soccer con los San Jose Earthquakes. Allí estuvo hasta 2024 y en febrero del año siguiente se unió al Amazonas F. C. brasileño.

## Selección nacional
Citado en 2012 por la selección de fútbol de Guinea Ecuatorial en una ocasión en que no llegó a debutar, fue posteriormente convocado para una serie de encuentros, debutando finalmente el 5 de junio de 2013 en el partido amistoso contra Togo. Además fue el jugador destacado de su selección en la derrota en Cabo Verde (1:2).

## Estadísticas
Actualizado al último partido disputado el 13 de abril de 2025.
| Club | Div.          | Temporada     | Liga  | Liga  | Estatal(1) | Estatal(1) | Copas nacionales(2) | Copas nacionales(2) | Copas internacionales(3) | Copas internacionales(3) | Total | Total |
| Club | Div.          | Temporada     | Part. | Goles | Part.      | Goles      | Part.               | Goles               | Part.                    | Goles                    | Part. | Goles |
| --- | ------------- | ------------- | ----- | ----- | ---------- | ---------- | ------------------- | ------------------- | ------------------------ | ------------------------ | ----- | ----- |
| Huracán Valencia C. F. · España | 2.ª B         | 2011-12       | 3     | 0     | —          | —          | —                   | —                   | —                        | —                        | 3     | 0     |
| Huracán Valencia C. F. · España | 2.ª B         | 2012-13       | 23    | 0     | —          | —          | 0                   | 0                   | —                        | —                        | 23    | 0     |
| Huracán Valencia C. F. · España | Total club    | Total club    | 26    | 0     | 0          | 0          | 0                   | 0                   | 0                        | 0                        | 26    | 0     |
| C. D. Numancia · España | 2.ª           | 2013-14       | 29    | 0     | —          | —          | 1                   | 0                   | —                        | —                        | 30    | 0     |
| C. D. Numancia · España | Total club    | Total club    | 29    | 0     | 0          | 0          | 1                   | 0                   | 0                        | 0                        | 30    | 0     |
| Valencia C. F. Mestalla · España | 2.ª B         | 2014-15       | 11    | 0     | —          | —          | —                   | —                   | —                        | —                        | 11    | 0     |
| Valencia C. F. Mestalla · España | 2.ª B         | 2015-16       | 28    | 0     | —          | —          | —                   | —                   | —                        | —                        | 28    | 0     |
| Valencia C. F. Mestalla · España | Total club    | Total club    | 39    | 0     | 0          | 0          | 0                   | 0                   | 0                        | 0                        | 39    | 0     |
| S. D. Huesca · España | 2.ª           | 2016-17       | 30    | 0     | —          | —          | 3                   | 0                   | —                        | —                        | 33    | 0     |
| S. D. Huesca · España | 2.ª           | 2017-18       | 20    | 0     | —          | —          | 1                   | 0                   | —                        | —                        | 21    | 0     |
| S. D. Huesca · España | 1.ª           | 2018-19       | 13    | 0     | —          | —          | 1                   | 0                   | —                        | —                        | 14    | 0     |
| S. D. Huesca · España | Total club    | Total club    | 63    | 0     | 0          | 0          | 5                   | 0                   | 0                        | 0                        | 68    | 0     |
| Cádiz C. F. · España | 2.ª           | 2019-20       | 7     | 0     | —          | —          | 2                   | 0                   | —                        | —                        | 9     | 0     |
| Cádiz C. F. · España | 1.ª           | 2020-21       | 13    | 1     | —          | —          | 3                   | 0                   | —                        | —                        | 16    | 1     |
| Cádiz C. F. · España | 1.ª           | 2021-22       | 25    | 0     | —          | —          | 2                   | 0                   | —                        | —                        | 27    | 0     |
| Cádiz C. F. · España | Total club    | Total club    | 45    | 1     | 0          | 0          | 7                   | 0                   | 0                        | 0                        | 52    | 1     |
| San Jose Earthquakes Estados Unidos | 1.ª           | 2022          | 0     | 0     | —          | —          | ―                   | ―                   | ―                        | ―                        | 0     | 0     |
| San Jose Earthquakes Estados Unidos | 1.ª           | 2023          | 29    | 2     | —          | —          | 0                   | 0                   | 2                        | 0                        | 31    | 2     |
| San Jose Earthquakes Estados Unidos | 1.ª           | 2024          | 21    | 0     | —          | —          | 0                   | 0                   | 0                        | 0                        | 21    | 0     |
| San Jose Earthquakes Estados Unidos | Total club    | Total club    | 50    | 2     | 0          | 0          | 0                   | 0                   | 2                        | 0                        | 52    | 2     |
| Amazonas F. C. · Brasil | 2.ª           | 2025          | 2     | 0     | 5          | 1          | 0                   | 0                   | —                        | —                        | 7     | 1     |
| Amazonas F. C. · Brasil | Total club    | Total club    | 2     | 0     | 5          | 1          | 0                   | 0                   | 0                        | 0                        | 7     | 1     |
| Total carrera | Total carrera | Total carrera | 254   | 3     | 5          | 1          | 13                  | 0                   | 2                        | 0                        | 274   | 4     |
| (1) Incluye datos del Campeonato Amazonense y la Copa Verde. (2) Incluye datos de la Copa del Rey. (3) Incluye datos de la Leagues Cup. |               |               |       |       |            |            |                     |                     |                          |                          |       |       |

## Palmarés

### Títulos regionales
| Título                | Club           | Estado   | Año  |
| --------------------- | -------------- | -------- | ---- |
| Campeonato Amazonense | Amazonas F. C. | Amazonas | 2025 |